# Karangwage
Karangwage is een bestuurslaag in het regentschap Pati van de provincie Midden-Java, Indonesië. Karangwage telt 2577 inwoners (volkstelling 2010).